# Enzim
Enzim je biološki katalizator, protein tj. može utjecati na brzinu kemijske reakcije. 
Enzimi su neophodni za život kakav poznajemo, jer su mnoge reakcije koje se odvijaju u stanicama organizma prespore te bi vodile do bitno drugačijih produkata koje organizmu ili ne trebaju, ili bi štetili. Pogreška (genetske mutacije, nedovoljna proizvodnja, ili hiperprodukcija enzima) jednog jedinog enzima može biti glavni uzrok teških genetskih poremećaja. Tako je, primjerice, poremećaj fenilketonurija rezultat pogreške enzima fenilalanin hidroksilaza, koji katalizira prvi korak u degradaciji aminokiseline fenilalanina. Ako ovaj enzim ne radi kako treba, i ne degradira aminokiselinu na predviđeni način, neograničena proizvodnja fenilalanina će dovesti do mentalne retardacije. Postoji i još čitav niz oboljenja, pod zajedničkim nazivom enzimopatije, čiji je uzrok mutacija gena, a posljedica nedostatak nekog enzima.
Kao i svi katalizatori, enzimi funkcioniraju na način da snižavaju energiju aktivacije pojedine reakcije, te je na taj način ubrzavaju, i do nekoliko milijuna puta. Enzim ostaje nepromijenjen čitavim trajanjem reakcije na koju utječe što mu omogućava da, kad se jedna reakcija privede kraju, uključi u drugu potpuno nepromijenjen. Enzimi ne utječu na relativnu energiju između reagenata i produkata, pa niti na odnosne reakcije. Međutim, ono što enzim ističe među svim ostalim katalizatorima je njegova specifičnost u pogledu stereokemije, kemijske selektivnosti i specifičnosti. Osnovna ideja enzima je povezivanje molekula u reakciji na koju djeluje stvaranjem kompleksa.
Na aktivnost enzima mogu utjecati različite molekule. Inhibitori, prirodni ili umjetni stvoreni u laboratoriju, su molekule koji ili umanjuju aktivnost enzima, ili je potpuno uništavaju. Aktivatori su pak molekule koje povećavaju aktivnost enzima. Inhibitori samoubojice su inhibitori koji se sami ugrade u enzim i zauvijek ga deaktiviraju. Mnogi lijekovi su ustvari inhibitori enzima. Npr. aspirin je inhibitor enzima koji rezultira stvaranjem prostaglandina (inflamantorna molekula), te tako stopira bol i inflamaciju. Otrov cijanid deaktivira enzim citokrom C oksidazu i na taj način blokira stanično disanje.

## Povijesni tijek
Izraz enzim potječe od grč. ένζυμο - zakiseliti. Krajem 1700. i početkom 1800. su znanstvenici primijetili reakcije koje nastaju probavom mesa pomoću žučnih kiselina i reakcije koje prate pretvaranje dekstrina u šećer.
Proučavanjem fermentacije šećera u alkohol pomoću kvasca, Louis Pasteur je došao do zaključka da je fermentacija moguća zbog postojanja fermenata u kvascu, za koje se mislilo da su prisutne isključivo u živim organizmima.
1897. su Hans i Eduard Buhner koristili ekstrakte kvasca kako bi fermentirali šećer bez prisustva živih stanica kvasca u medicinske svrhe. Jedan od načina čuvanja je bio dodavanje velike količine šećera u ekstrakte. Na svoje iznenađenje su otkrili da je fermentiran šećer, iako u cijeloj smjesi nije bilo živih stanica kvasca. Termin enzim je po prvi puta upotrijebljen upravo tada, pri opisu tvari koju su pronašli u ekstraktu kvasca, a koja je dovela do fermentacije šećera.

## 3-D građa
Dugo se smatralo da su svi enzimi po kemijskom sastavu proteini. Međutim, kao što u biokemiji često biva, imamo izuzetak u vidu nekoliko vrsta ribonukleinskih kiselina (RNK) koje se specifično nazivaju ribozimi. Smatra se da su RNK vjerojatno bile i prvi katalizatori u evoluciji žive tvari.
Što se proteinskih enzima tiče, oni čine veliku većinu enzima u ljudskom tijelu te je njihova funkcija, kao kod svih proteina, određena strukturom. Enzim može biti:
- Monomeran - sadrži samo jedan polipeptidni lanac, obično od sto ili više aminokiselina,
- Oligomeran - sadrži veći broj polipeptidnih lanaca, koji mogu biti jednaki ili se razlikovati, bez obzira funkcionirajući zajedno kao cjelina.

Monomer je dugačak linearni lanac aminokiselina, koji se uvija na određeni način i rezultira stvaranjem trodimenzionalne strukture.
Većina enzima je veći od molekula na koje djeluju, i svega desetak aminokiselina enzima dođe u direktan kontakt s molekulom koja biva transformirana. Područje na kojem dolazi do izravnog spoja enzima i molekule se naziva aktivno mjesto. Veći broj enzima ima i dodatna područja za kofaktore koji su potrebni pri katalizaciji reakcije. Kontakti između molekula na koje djeluju i postojećih kofaktora ubrzava ili usporava aktivnost enzima po potrebi.

### Specifičnosti
Enzimi su uglavnom vrlo specifični kad su u pitanju reakcije koje koriste u dodiru s molekulima na koje djeluju, na što prvenstveno utječe njihov oblik, struktura, nabijenost, hidrofilna i hidrofobna svojstva.

#### Hipotezaključ i brava
Najuočljivija karakteristika enzima je njihova specifičnost. Emil Fischer je 1890. godine konstatirao da je ova hipoteza korektna zbog specifičnosti oblika enzima i molekula na koje oni djeluju. Svaka molekula na koju određeni enzim utječe, ima točno određeni oblik, pomoću kojeg se molekula poveže na baš taj enzim. Na primjer, ako je molekula na koju enzim utječe u obliku kocke, a sam enzim ima dio u obliku trokuta na koji bi se molekula trebala nadovezati, do povezivanja neće doći, jer u tom slučaju enzim nije namijenjen za tu molekulu. Ova hipoteza se zato i naziva hipoteza Ključ i brava, jer je svaki ključ specifičan za svaku bravu koju otključava.

#### Hipotezapobuđene prilagodbe
Godine 1958. Daniel Koshland je predložio modifikaciju hipoteze Ključ i brava koja je nazvana hipoteza Induciranog prilagođavanja (eng. Induced-Fit-Model). Enzimi su vrlo fleksibilne strukture. Aktivni dio enzima može biti modificiran kako bi došlo do interakcije molekula i enzima. Lanci aminokiselina se mogu preklapati na taj način koji bi odgovarao enzimu, kako bi došlo do interakcije, i na taj način enzim mogao izvršiti svoju katalitičku funkciju. U jako rijetkim slučajevima, molekula se pri ulasku u aktivni dio može prilagoditi enzimu, kako bi došlo do interakcije enzima i molekule. Analogija slična ovoj je na primjer kada oblačimo rukavicu, i kako se rukavica prilagođava našoj ruci, kako bi se savršeno prilagodila ruci.

### Kofaktori
Neki enzimi su kao samostalne jedinice same sebi dovoljne da bi bile potpuno aktivne, tj. nisu potrebni dodatni faktori da bi se ta aktivnost postigla. Međutim, nekim enzimima su potrebne molekule koje bi pomogle pri aktiviranju enzima. Te molekule se zovu kofaktori. Kofaktori mogu biti neorganskog porijekla, kao na primjer ioni metala, ili mogu imati organsko porijeklo, i kao takvi se nazivaju koenzimi.
Enzimi kojima su potrebni kofaktori, a trenutno ih nemaju nazivaju se apoenzimi. Enzim koji je povezan sa svojim kofaktorom, naziva se holoenzim, i taj oblik predstavlja aktivni oblik enzima. Većina kofaktora nije kovalentno povezana s enzimima, ali ima i onih koji su kovalentnim vezama povezani za enzim. Takvi kofaktori se nazivaju prostetska grupa. Npr. kofaktor hem je povezan kovalentnom vezom za hemoglobin.
Većina kofaktora su ili regenerirani ili kemijski nepromijenjeni tijekom i nakon reakcije u kojoj sudjeluju. Veliki broj kofaktora su derivati vitamina i služe kao transportna tijela za transport elektrona, atoma ili funkcionalnih grupa, od enzima k molekuli. Najčešći primjeri su NAD i NADP, koji su transportna tijela za elektrone, i Koenzim A, koji je transportno tijelo za acetilnu grupu.

## Termodinamika
Kao sa svim katalizatorima, sve reakcije na koje utječe enzim, tj. koje su katalizatorskog tipa, moraju biti spontane, odnosno vrijednost Gibsove slobodne energije mora biti negativna. Bez enzima reakcije se kreću u istom pravcu kao i s enzimom, ali mnogo manjom brzinom, a uloga enzima je povećanje brzine reakcije. Međutim, nekatalizirane spontane reakcije mogu dovesti do drugačijih produkata od kataliziranih reakcija, tj. od reakcija u kojima su prisutni enzimi. Također enzimi mogu utjecati na više reakcija istovremeno, tako da ona reakcija koja je s termodinamičke točke gledišta bolja, tj. ima veće šanse da bude realizirana, može povući sa sobom onu reakciju koja nije, i na taj način obe reakcije su realizirane. Na primjer, cijepanje jedinjenja koje posjeduje vrlo veliku energiju ATP (Adenozin-tri-fosfat) je s termodinamičke točke gledišta uspješna reakcija, i ona zauzvrat pomaže reakcijiama koje nisu, a na koje istovremeno djeluje isti enzim kao i na cijepanje ATP reakcije.
Enzimi kataliziraju reakcije jednako u oba smjera. Enzimi nikad ne mijenjaju reakcije u kojima sudjeluju, već samo brzinu koja dovodi do uspostavljanja ravnoteže.

## Vanjske poveznice
- Enzimi Hrvatska tehnička enciklopedija, portal hrvatske tehničke baštine. LZMK